# Stadtpfarrkirche Bad Leonfelden

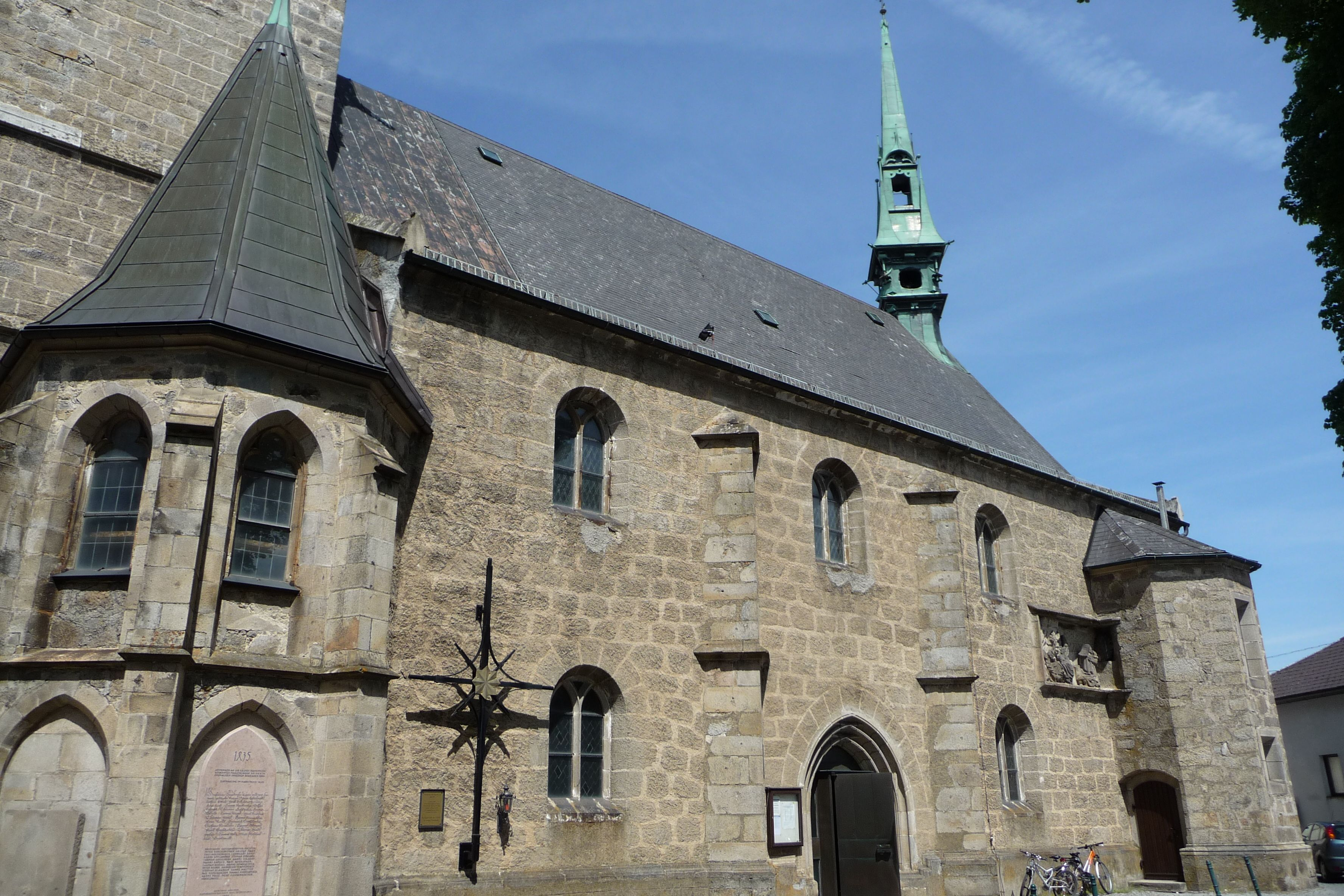
Stadtpfarrkirche

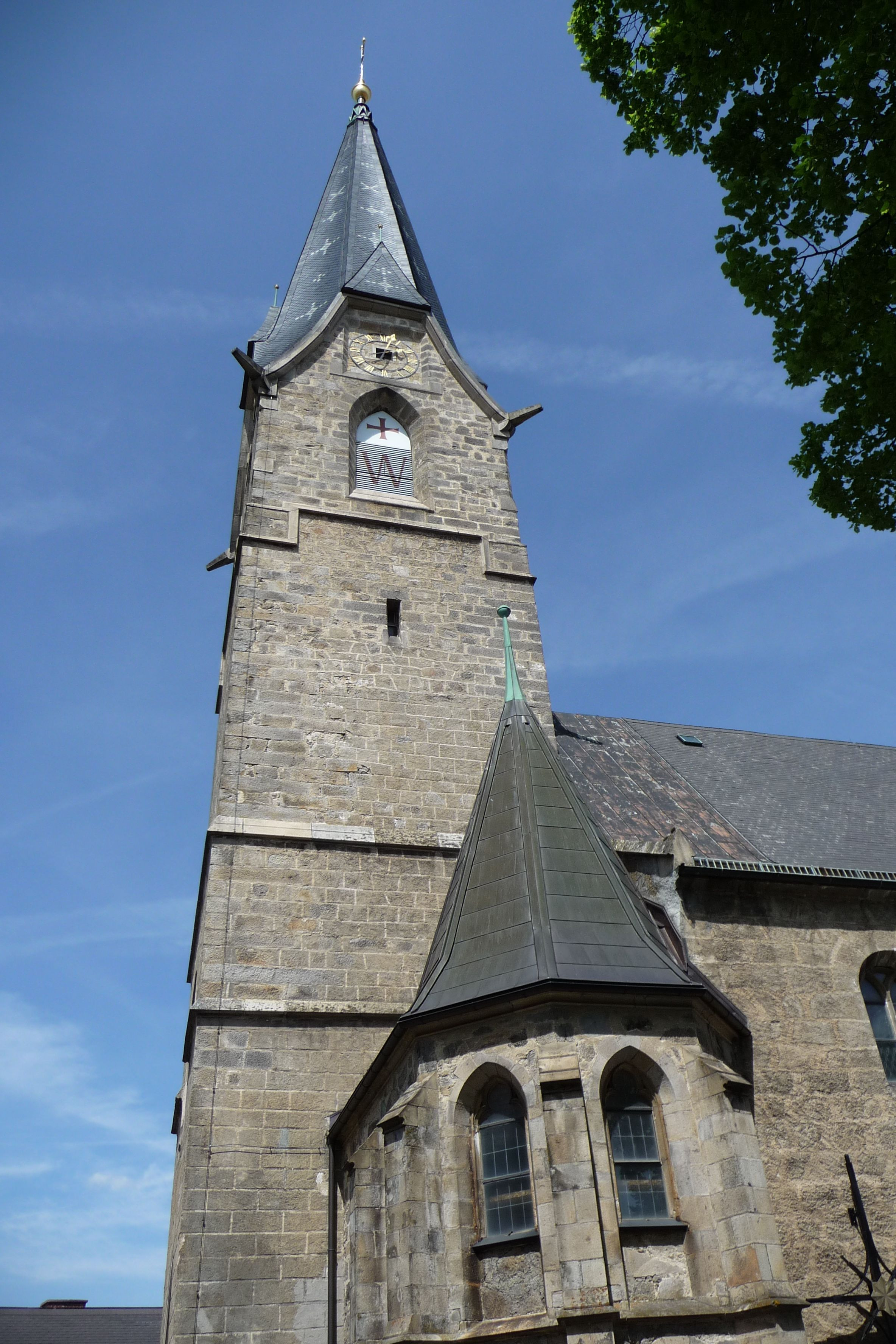
Kirchturm

Die römisch-katholische Stadtpfarrkirche Bad Leonfelden der Stadt Bad Leonfelden im Mühlviertel steht am westlichen Ende des Hauptplatzes und ist ein denkmalgeschütztes Bauwerk. Die dem heiligen Apostel Bartholomäus geweihte Hauptkirche der Stadt wurde erstmals 1154 urkundlich erwähnt und 1875 bis 1877 auf die heutige Größe erweitert.

## Geschichte
Eine Kirche in Leonfelden wurde 1145 als Filialkirche von Gramastetten erstmals erwähnt. 1292 wurde durch Abtrennung von der Mutterpfarre in Leonfelden ein Pfarrort mit Filialkirchen in Oberneukirchen und Vorderweißenbach geschaffen und 1400 dem Stift Wilhering inkorporiert. Während der Hussiteneinfälle ins Mühlviertel in der ersten Hälfte des 15. Jahrhunderts wurde die, wie damals üblich, vermutlich aus Holz gebaute Kirche niedergebrannt.
Aus einer Inschrift am Nordportal mit der Jahreszahl 1481 ist ableitbar, dass der spätgotische Neubau aus Stein unter Abt Thomas Dienstl in der zweiten Hälfte des 15. Jahrhunderts errichtet wurde. Der Kirchturm war Teil der Befestigungsanlage des Marktes und trug bis 1781 einen auf Kragsteinen ruhenden Umlauf. 1781 erfolgte eine Aufstockung und Barockisierung des Turms.
Zwischen 1875 und 1877 erfolgte unter Abt Alois Dorfer durch Dombaumeister Otto Schirmer eine Vergrößerung der Kirche durch Aufstockung des südlichen Seitenschiffs Errichtung eines nördlichen Seitenschiffes mit Marien- und Taufkapelle. Die barocke Kircheneinrichtung wurde durch eine neugotische ersetzt, der heutige Hochaltar eingebaut und ein neues Westportal geschaffen. 
Der Brand am Palmsonntag, den 10. April 1892, zerstörte das Dach und den Turm, der abgetragen werden musste, weil er auf der Westseite 31 cm und auf der Südseite 27 cm überhing. Im Zuge von Renovierungen wurde die Sakristei aufgestockt und der Turm teilweise von Raimund Jeblinger in neugotischem Stil neu errichtet. 1938 wurde der Innenraum und 1969 die gesamte Kirche renoviert. 1980 erhielt die Kirche eine neue Orgel und 1997 ein neues Turmdach mit Schieferplatten.

## Kircheninneres
Einrichtung

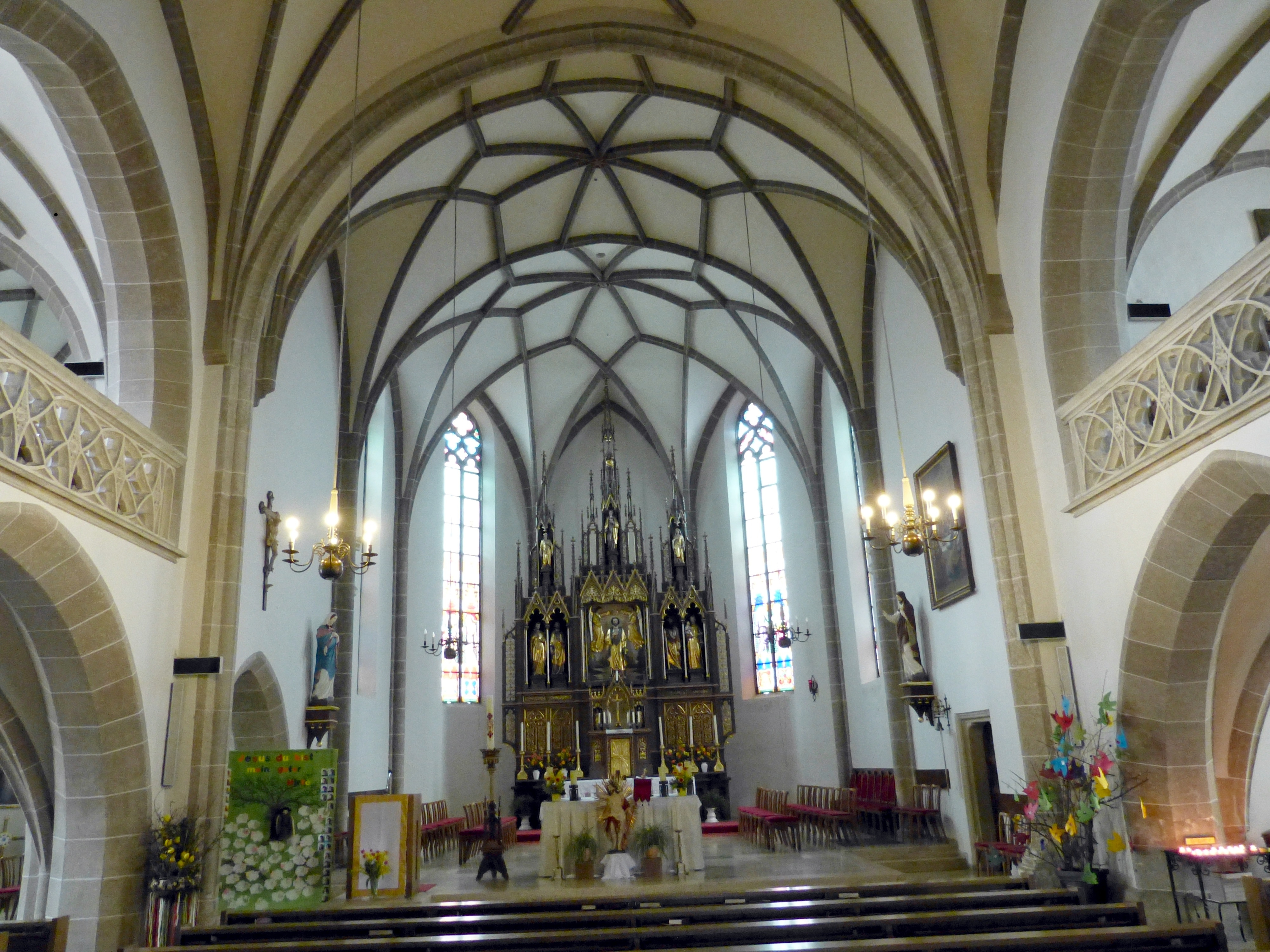
Emporenhalle

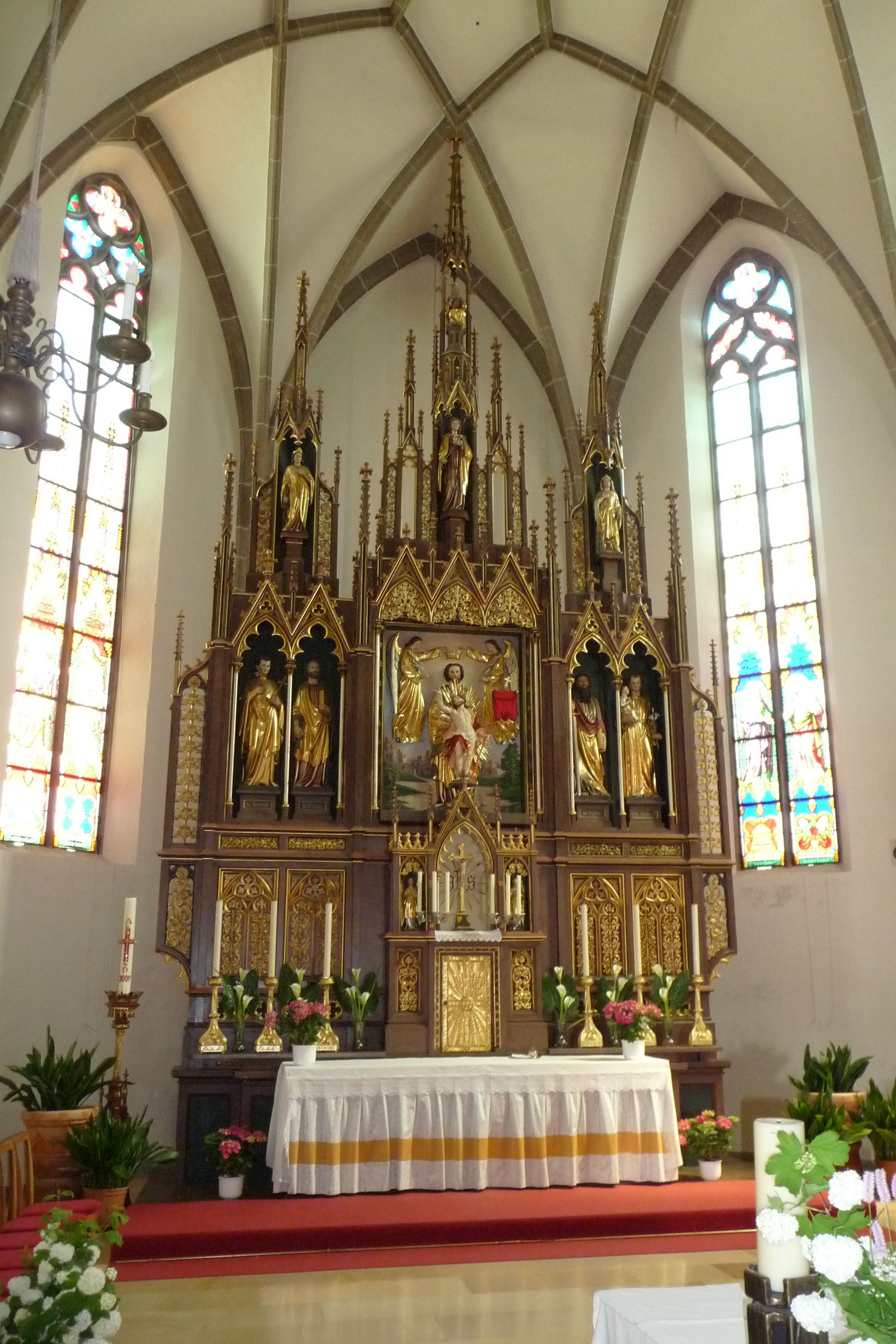
Hochaltar

Das Innere ist von den neugotischen Umbauten des 19. Jahrhunderts geprägt. Das dreischiffige Langhaus ist rund 30 Meter lang und 20 Meter breit. Über und unter den seitlichen Emporen befinden sich spitzbogige Arkaden, die Gewölbe im Chor ruhen auf Rundsteinen. Die neugotische Marienkapelle ist mit Seitenschiff und Chor durch eine breite Spitzbogenöffnung verbunden.
Glocken
Beim Brand im Jahr 1892 schmolzen die zwei großen Glocken, die der Linzer Glockengießer Silvius Creuz 1723 gegossen hatte, und die dritte, 1846 von Hollederer hergestellte Glocke. Das neue Geläut, das die Linzer Firma Gugg 1895 goss, wurde nach nur 22 Jahren während des Ersten Weltkrieges für Rüstungszwecke beschlagnahmt und eingeschmolzen. Nur die kleine Bernhard-Glocke entging 1917 der Ablieferung. 1921 wurden vier neue Stahlglocken aus Kapfenberg angeschafft.

## Kirchenäußeres
Die Kirche besteht aus unverputztem Bruchsteinmauerwerk mit neugotischen Anbauten. Das Mittelschiff hat ein Schopfwalmdach, die Seitenschiffe niedrige Pultdächer. Der hohe Kirchturm ist 4-zonig mit neugotischen Fenstern und hat ein pyramidenförmiges Turmdach. An der Außenwand befinden sich die ehemaligen Turmkreuze und eine Gedenktafel an die ersten verstorbenen Marktbürger. Vom gotischen Vorgängerbau sind das Nordportal und das Relief mit der Ölbergszene an der südlichen Außenmauer erhalten. Das 1927 errichtete und 1959 erneuerte Kriegerdenkmal steht an der Ostseite der Kirche.